# Comandante Luis Piedra Buena
Comandante Luis Piedra Buena è una cittadina dell'Argentina, nella Patagonia, sede del comune (municipio) omonimo, appartenente al dipartimento di Corpen Aike, nella provincia di Santa Cruz. Ha una popolazione di 4 175 abitanti (2001).
La cittadina sorge sulle rive del fiume Santa Cruz, a pochi km dalla foce nell'Oceano Atlantico. La Ruta Nacional 3 passa in prossimità del centro abitato e attraversa il fiume con uno dei ponti più lunghi della Patagonia, diviso in due campate dalla Isla Pavon, una minuscola isola situata proprio di fronte alla cittadina. Su questa isola nel 1859 si rifugiò il comandante Luis Piedra Buena, da cui la cittadina prende il nome.
Essa dista 241 km dalla capitale provinciale Río Gallegos.